# Tottenham Hotspur Stadium
Tottenham Hotspur Stadium – stadion piłkarski w Londynie (dzielnica Tottenham, gmina Haringey), stolicy Wielkiej Brytanii. Został otwarty 3 kwietnia 2019 roku. Może pomieścić 62 303 widzów. Swoje spotkania rozgrywają na nim piłkarze klubu Tottenham Hotspur FC. Obiekt powstał częściowo w miejscu dawnego stadionu tego klubu, White Hart Lane. Stadion cechuje się zastosowaniem dużej ilości zaawansowanych lub wręcz innowacyjnych rozwiązań technologicznych.

## Historia

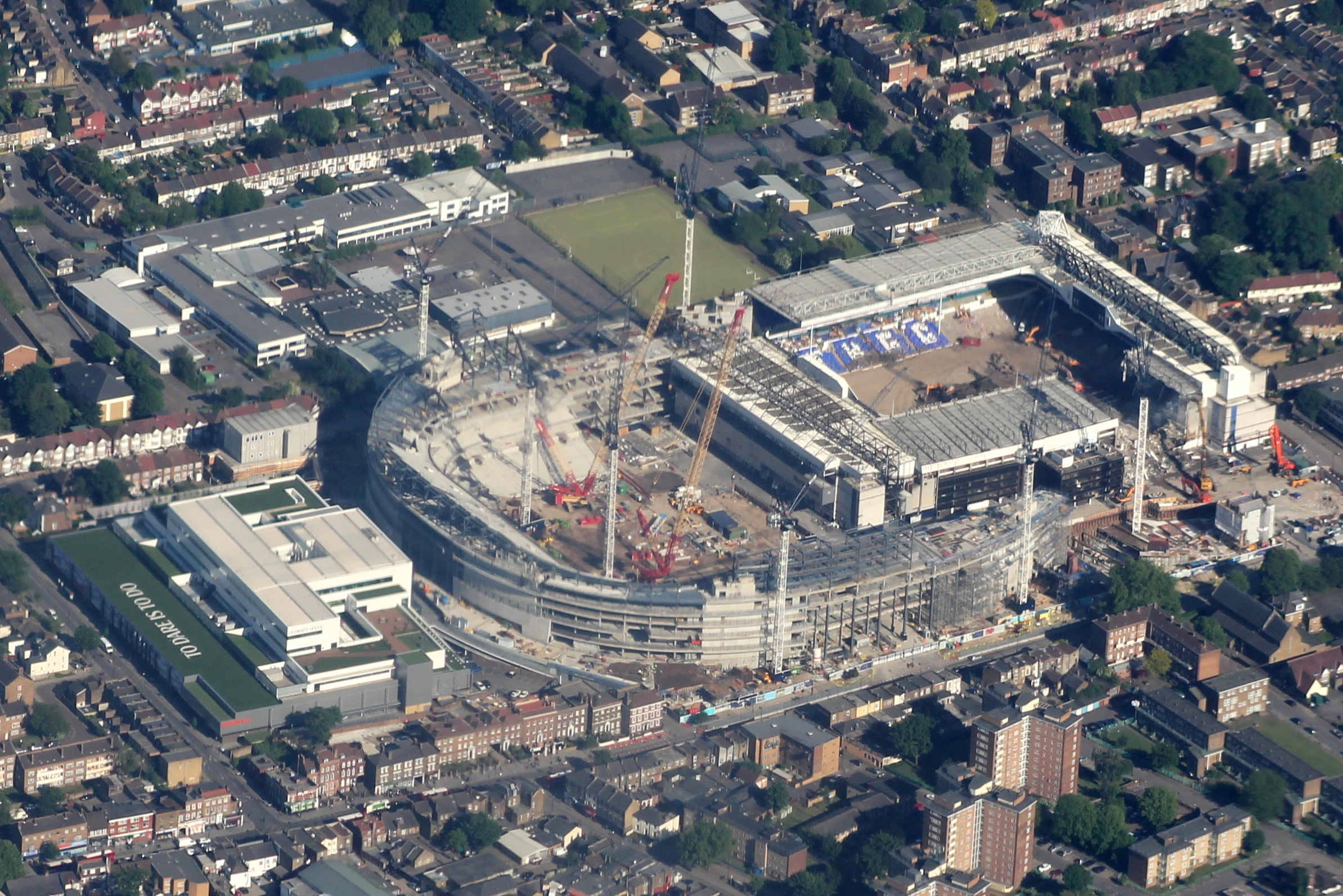
Na zdjęciu z maja 2017 roku widoczny powstający nowy stadion oraz jego poprzednik, będący w początkowej fazie rozbiórki

Stary stadion klubu Tottenham Hotspur FC, White Hart Lane, powstał w 1899 roku i od początku służył piłkarzom tego zespołu. Przez lata stadion był wielokrotnie rozbudowywany i modernizowany (w szczytowym okresie jego pojemność wynosiła 80 000 widzów). Po ostatniej przebudowie, w 1998 roku, pojemność areny ustaliła się na poziomie 36 000 widzów. Z czasem stało się to jednak niewystarczające dla potrzeb klubu.
W listopadzie 2007 roku Tottenham Hotspur FC ogłosił zamiar rozbudowy swojego starego stadionu. W październiku 2008 roku zaprezentowano natomiast plany budowy nowego obiektu, który miałby powstać częściowo w miejscu starej areny, a jego pojemność wynosiłaby ponad 56 000 widzów. Obok stadionu miałyby powstać również nowe mieszkania i budynki użyteczności publicznej. Cały plan nazwano „The Northumberland Project”. W celu jego realizacji konieczne było wykupienie nieruchomości położonych na północ od White Hart Lane. Tymczasem pojawiła się również możliwość przejęcia Stadionu Olimpijskiego i zaadaptowania go po igrzyskach olimpijskich w 2012 roku na stadion piłkarski. Ostatecznie jednak Stadion Olimpijski przejął West Ham United FC, a Tottenham definitywnie zatwierdził plan budowy nowego stadionu w miejscu starego White Hart Lane. Budowę spowolniła kwestia wykupu gruntów, a spór z jednym z podmiotów rozwiązany został dopiero po zastosowaniu procedury wywłaszczenia. W międzyczasie powstał nowy projekt autorstwa firmy Populous, który był znacznie bardziej ambitny, zakładał budowę większej areny (na 62 000 widzów), specjalnie przystosowanej również do goszczenia spotkań futbolu amerykańskiego.
Właściwa budowa stadionu ruszyła w 2015 roku. Początkowo budowano tę część nowego stadionu, która nie kolidowała ze starym obiektem. Latem 2016 roku rozebrano jedynie trybuny w północno-wschodnim narożniku, by w szerszym zakresie umożliwić budowę wschodniej części trybun nowego stadionu. Tottenham grał na White Hart Lane jeszcze przez cały sezon 2016/2017, po którym dopiero dokonano rozbiórki starego stadionu, a klub tymczasowo przeniósł się na Wembley. Część materiałów pozyskanych z rozebranego stadionu wykorzystano przy budowie nowej areny.
Nowy stadion zamierzano zainaugurować jesienią 2018 roku, ale budowa przeciągnęła się w czasie i ostatecznie stadion zainaugurowano 3 kwietnia 2019 roku meczem ligowym Tottenhamu przeciwko Crystal Palace FC (2:0). Przed dniem oficjalnego otwarcia zorganizowano na stadionie kilka imprez testowych. Kilka dni po otwarciu, 9 kwietnia, Tottenham rozegrał na tym stadionie swój pierwszy mecz Ligi Mistrzów, pokonując w pierwszym spotkaniu ćwierćfinałowym Manchester City FC 1:0 (ostatecznie Tottenham dotarł do finału tych rozgrywek, w którym przegrał z Liverpoolem; sezon ligowy 2018/2019 klub zakończył natomiast na 4. pozycji w tabeli). Stadion, oprócz meczów piłkarskich, gościł także spotkania futbolu amerykańskiego ligi NFL, w ramach NFL International Series. Szacuje się, że koszt całego projektu mógł sięgnąć nawet 1 mld £. Nazwa nadana stadionowi, Tottenham Hotspur Stadium (z ang. Stadion Tottenhamu Hotspur), w założeniu ma być jedynie tymczasowa. Docelowo, po pojawieniu się odpowiedniej oferty, prawa do nazwy stadionu mają zostać sprzedane.

## Stadion

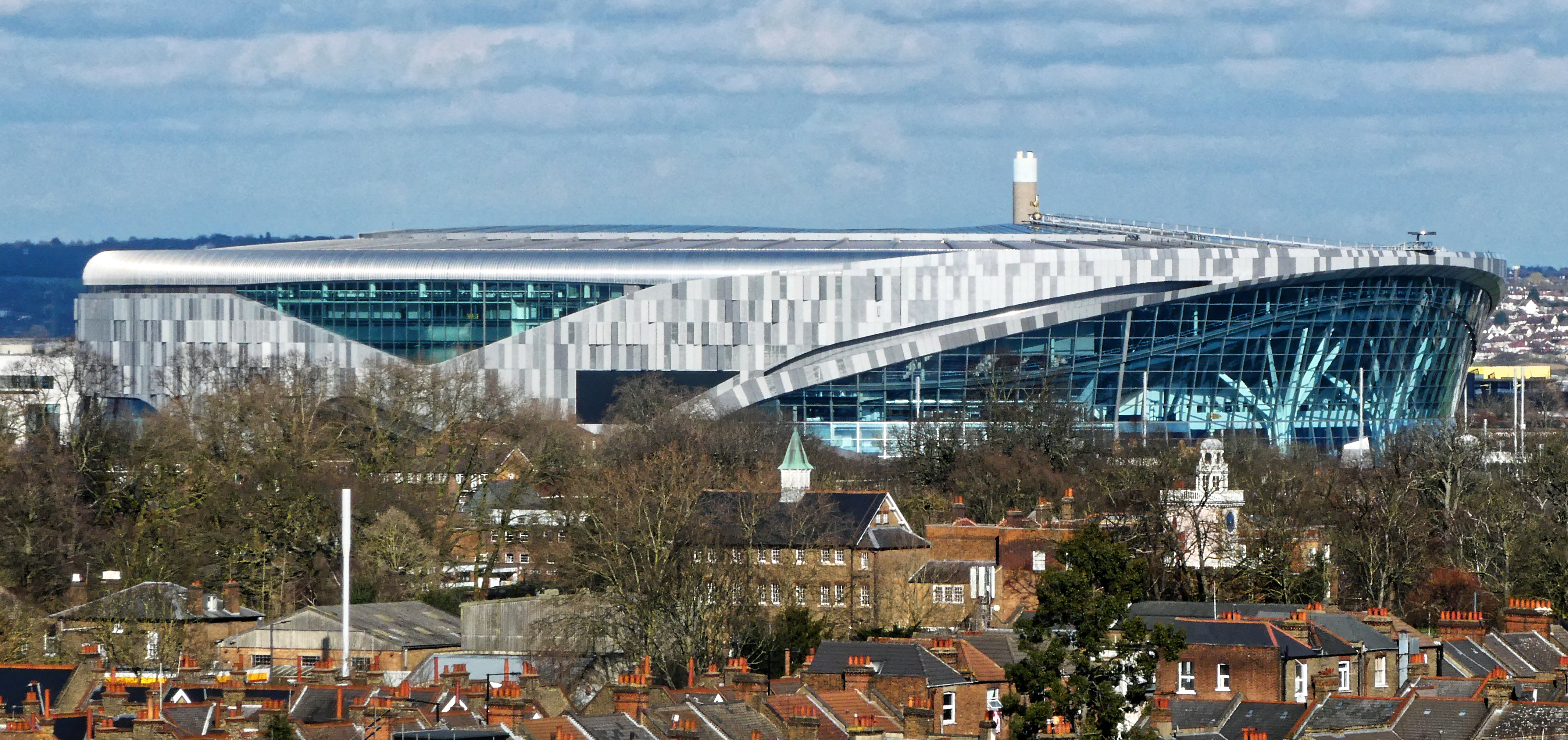
Widok na stadion z zewnątrz

Trybuny stadionu usytuowane wzdłuż boiska są czteropoziomowe, z których dwa środkowe rzędy są w całości tzw. miejscami „premium”. Trybuna za północną bramką jest trzypoziomowa, ale bardzo mocno komponuje się z sąsiednimi trybunami, co daje wrażenie jednolitej i spójnej struktury. Jedynie trybuna południowa wyraźnie różni się od pozostałych. Została ona zaprojektowana jako jednopoziomowa, by ułatwić kibicom na niej zasiadającym tworzenie choreografii meczowych. Znajduje się na niej 17 500 miejsc dla widzów. Pojemność całego obiektu wynosi natomiast 62 303 widzów. Wewnątrz areny umieszczono cztery telebimy. Trybuny po stronie zachodniej, północnej i wschodniej składają się w większości z konstrukcji żelbetowych, ale ich górne partie opierają się na stalowym szkielecie. Trybuna południowa od podstawy wybudowana jest na konstrukcji stalowej.
Trybuny w całości przykryte są zadaszeniem, którego większą część poszycia stanowią panele aluminiowe, a na końcach (od strony wewnętrznej stadionu) dach jest przeszklony. Pod dachem znajdują się reflektory oświetleniowe, a po stronie północnej również rząd lóż dla widzów (tzw. „Sky Bridge”). Na dachu nad trybuną południową umieszczono złoty posąg przedstawiający koguta stojącego na piłce, symbol klubu. Jest to nawiązanie do historii klubu i jego poprzedniego stadionu, gdyż podobny posąg stanął na starym stadionie już w 1909 roku. Posąg otacza specjalna ścieżka, którą można się przejść, obserwując z góry boisko i trybuny (ponieważ ścieżka znajduje się na znacznej wysokości i pozbawiona jest barierek od strony zewnętrznej, a spacerujący są ubezpieczeni liną, przejście dostarcza wyjątkowych wrażeń i jest udostępnione w formie płatnej atrakcji pod nazwą „The Dare Skywalk”).
Obiekt powstał na planie elipsy, o kształcie wydłużonym nieco w kierunku południowym. Z zewnątrz stadion pokrywa elewacja, w większej części utworzona za pomocą podświetlanych nocą, aluminiowych paneli, fragmentami (największy od strony południowej) jest także przeszklona. Cały stadion ma formę jednolitej bryły architektonicznej. Obiekt zebrał przychylne recenzje i był laureatem wielu nagród branżowych.
Pod trybunami stworzono prawie 120 tys. m² powierzchni użytkowych. Znajduje się tam m.in. ponad 60 punktów cateringowych, a pod południową trybuną mieści się tzw. „Goal Line Bar”, najdłuższy bar w Europie (65 m długości, niemal tyle co linia końcowa boiska). Wewnątrz stadionu działa także pierwszy na świecie stadionowy mikrobrowar, a kubki na piwo napełniane są nietypową metodą, od spodu. Miejsce pod południową trybuną, gdzie znajdował się środek boiska dawnego stadionu, oznaczone zostało specjalną plakietką. Na terenie stadionu dostępne jest darmowe Wi-Fi, a dla odwiedzających stworzono dedykowaną aplikację mobilną. Płatności na terenie obiektu można dokonywać wyłącznie metodą bezgotówkową.
Obiekt powstał przede wszystkim jako stadion piłkarski mający służyć Tottenhamowi Hotspur FC, ale przy jego tworzeniu wiele uwagi poświęcono również dostosowaniu go do goszczenia spotkań futbolu amerykańskiego. Między innymi stadion posiada dwie szatnie, większe od piłkarskich, przeznaczone dla zawodników futbolu amerykańskiego. Szczególnym rozwiązaniem jest zastosowanie dwóch płyt boiska, pierwsza, używana przy okazji meczów piłkarskich, z naturalną murawą, stanowi górną warstwę, która może być rozdzielona na trzy części i schowana pod trybuną południową (trwa to 25 minut). Znajdująca się pod spodem druga płyta boiska ma sztuczną nawierzchnię i powstała z myślą o organizacji meczów futbolu amerykańskiego, ale również koncertów i innych imprez. Innowacyjny jest system naświetlania naturalnej murawy, które odbywa się za pomocą lamp zawieszonych na długich stelażach poruszających się na szynach usytuowanych wzdłuż boiska. Pozwala to na pielęgnację murawy bez konieczności wjeżdżania na nią ciężkim sprzętem.